# Fleksibilizacija zaposlovanja
Fleksibilizacija zaposlovanja pomeni spreminjanje pogojev zaposlovanja in organiziranja dela v smeri vse večje raznolikosti. Fleksibilnost trga dela je povezana z novejšimi opredelitvami dela, ki se razširja od stalne zaposlitve značilne za industrijsko družbo (zaposlitev s polnim delovnim časom za nedoločen čas), k manj formalnim ali neformalnim oblikam dela značilnih za postmodernistično družbo, katere delodajalci vpeljujejo v svoje organizacije.

## Opredelitev
Fleksibilizacija se pojavlja na področju distribucije delovnega časa (npr. zniževanje delovnega časa), sklenitvah pogodb o zaposlovanju, delovnih zakonodaj in plačil za delo.
Fleksibilna zaposlitev je opredeljena kot zaposlitev s krajšim delovnim časom, zaposlitev za določen čas (začasna zaposlitev) in samozaposlitev. Med fleksibilne oblike dela štejemo tudi izmensko delo, delo s skrajšanim delovnim časom, delo na domu, delo na daljavo, delitev delovnega mesta, sezonsko delo, delo na klic, nadurno delo, gibljiv delovni čas.

## Dejavniki in vzroki za pojav fleksibilnih oblik zaposlovanja
Fleksibilne oblike zaposlitve so se razvitih državah začele pojavljati predvsem po letu 1975, kot posledica gospodarskih kriz, zaradi pritiska delodajalcev in zmanjšanega vpliva državnih institucij na organizacijo gospodarskih aktivnosti. Kljub temu, da so fleksibilne oblike dela manj ugodne za delavce, jih je država spodbujala, saj je s tem povečala način zaposlovanja v času krize.  Takrat se je splošna negotovost glede zaposlitev v Evropi bistveno povečala. Poleg brezposelnosti se je povečalo tudi število ne tipičnih oziroma fleksibilnih zaposlitev.
Po podatkih Eurostata (2010) je delež fleksibilnih zaposlitev v desetih od 27. članicah presegel 40% vseh zaposlitev.

### Dejavniki
Glavni dejavniki, ki vplivajo na rast deleža fleksibilnih zaposlitev so predvsem povečana negotovost zaposlitve, ekonomski dejavniki in tehnološke spremembe. Med njih pa štejemo tudi globalizacijo, dolgotrajno brezposelnost, priseljevanje ali dobro počutje posameznikov.

### Vzroki
Glavni vzroki za nastanek fleksibilnih oblik zaposlovanj pa so v gospodarskih krizah, večji vključenosti žensk v plačano delo, tehnoloških ter ekonomskih in družbenih spremembah.

## Pozitivni in negativni vidiki fleksibilnega zaposlovanja
Fleksibilno zaposlovanja ima pozitiven ali negativne učinke na različne skupine ljudi, ki so odvisni od okoliščin v katerih delo poteka in vidika, s katerega jo ocenjujemo .

### Pozitivni vidiki
Različne vrste in načini fleksibilnega zaposlovanja delodajalcem omogočajo stalno prilagajanje trenutnim tržnim razmeram in pogojem poslovanja, saj jim omogočajo najemanje in odpuščanje delavcev z manjšimi stroški. Zato vse je tovrstna oblika zaposlovanje vse bolj priljubljena. Z vidika države pa je koncept je po eni strani priložnost za pospešitev zaposlovanja in zmanjševanje brezposelnosti, po drugi strani pa prinaša manj sredstev v državno blagajno in manjša socialno varnost zaposlenih.
Fleksibilna zaposlitev ima pozitivno konotacijo, kadar je delavčeva lastna izbira zaradi:
a) boljšega usklajevanja dela z ostalimi življenjskimi področji (večja gibljivost med zaposlitvami)
b) zaradi možnosti dodatnega zaslužka
c) ali drugih dejavnikov

### Negativni vidiki
Delojemalci pa večinoma zavzemajo nasprotno perspektivo in si želijo stalne zaposlitve, saj ta prinaša več socialne varnosti. Velik delež delojemalcev je v fleksibilno zaposlitev potisnjenih, ker nimajo druge izbire.
Negativne plati fleksibilizacije so:
a) povečevanje socialne negotovosti delovno aktivnih ljudi
b) zmanjšanje socialne varnosti in pravic delavcev
c) zmanjšanje avtonomije
d) zmanjševanje možnosti, da delavci zagovarjajo in zahtevajo svoje pravice
e) tovrstni delavci slabo (ali sploh niso) zastopani s strani sindikatov
f) zaradi prožnosti in nedoločljivosti delovnega razmerja se dopušča več kršitev
| Pozitivni vidiki (+) | Negativni vidiki (-) |
| --- | --- |
| - Boljše usklajevanje dela z ostalimi življenjskimi področji - Večja gibljivost med zaposlitvami - Možnost dodatnega zaslužka - Delodajalcem omogočajo prilagajanje tržnim razmeram - Zmanjševanje brezposlenosti | -Negotovst zaposlitve -Nezanelsjivost zaposlitve -Omejen dostop do ugodnosti in pravic dela (bolniški stalež, dopust, odpravnine) -Socialna negotovost -Zmanjšanje socialne varnosti in pravic delavcev -Zmanjševanje avtonomije -Delavci slabo zastopani s strani sindikatov -Stres, ki vpliva na kvaliteto zasebnega življenja |